# Менси
Менси (пол. Mięsy) — село в Польщі, у гміні Груєць Груєцького повіту Мазовецького воєводства.
Населення — 120 осіб (2011).
У 1975-1998 роках село належало до Радомського воєводства.

## Демографія
Демографічна структура станом на 31 березня 2011 року:
|          | Загалом | Допрацездатний вік | Працездатний вік | Постпрацездатний вік |
| -------- | ------- | ------------------ | ---------------- | -------------------- |
| Чоловіки | 58      | 10                 | 41               | 7                    |
| Жінки    | 62      | 13                 | 31               | 18                   |
| Разом    | 120     | 23                 | 72               | 25                   |